# Werst
De werst (Russisch: верста, wersta) is een oude Russische lengtemaat uit tsaristische tijden. Een werst meet 1066,78 meter en is verdeeld in:
- 500 sazjen (са́жень): 2,1336 meter
- of in 1500 arsjin (аршин): 0,7112 meter

De Russische vorm is верста́ met de klemtoon op de laatste lettergreep.